# Ferran Cardenal de Alemany
Ferran Cardenal de Alemany (Barcelona, 1945) es un abogado y político español. 
Licenciado en derecho, se especializó en derecho laboral. Ingresó por oposición en el cuerpo de Inspectores de Trabajo, siendo su primer destino Las Palmas de Gran Canaria, desde donde pasó a Barcelona. Fue director de relaciones laborales de Transportes de Barcelona. El Presidente de la Generalidad de Cataluña Josep Tarradellas le nombró para formar parte de la Comisión de Traspasos Gobierno Central - Generalidad. Fue nombrado gobernador civil de la provincia de Barcelona tras el triunfo electoral del PSOE en las elecciones generales de España de 1982. Ocupó el cargo durante más de 10 años, durante los cuales copresidió la Junta de Seguridad de Cataluña, fue presidente del Consejo de Seguridad Urbana de Barcelona y responsable de la seguridad de lo Juegos Olímpicos de Barcelona. El año 1993 fue nombrado director general de la Guardia Civil, y ocupó el cargo hasta 1996, en que el gobierno del país pasó al Partido Popular.

## Biografía
Nació en Barcelona en el año 1945. Estudió bachillerato en el Instituto Balmes de esta ciudad, y Derecho en la Universidad de Barcelona (1962-1967).
Ingresó en el cuerpo de inspectores de trabajo en el año 1969. Su primer destino fue Las Palmas de Gran Canaria donde, actuando en calidad de administrador judicial (1971-1974) promovió la creación de una sociedad anónima laboral, Sociedad Anónima Laboral Canaria de Autobuses Interurbanos (SALCAI), para evitar la quiebra de las empresas de transporte de la isla de Gran Canaria (AICASA y asociadas), salvando así los puestos de trabajo y evitando el colapso del transporte.
El año 1974 obtuvo plaza de inspector de trabajo en Barcelona, donde realizó tareas de inspección hasta el año 1981 en que ingresó en la empresa de Transportes Metropolitanos de Barcelona como director de relaciones laborales.
En enero de 1978, el presidente de la Generalidad de Cataluña Josep Tarradellas consensuó con los principales partidos catalanes la composición de la parte catalana de la Comisión Mixta de Traspasos Gobierno-Generalidad. Cada uno de los componentes de la comisión era responsable de un área temática. Fernando Cardenal fue propuesto por el Partido de los Socialistas de Cataluña para el área de Trabajo. También formó parte de las comisiones de Sanidad, Seguridad Social, Función Pública y Presupuestos. En total la Comisión estaba integrada por 15 personas, entre las cuales figuraban Josep Maria Cullell, Joan Majó, Joaquim Molins, Albert Vilalta, y Carmina Virgili. La Generalidad provisional asumió las competencias en materia laboral el 1 de octubre de 1979.

### Gobernador civil de Barcelona
El primer gobierno socialista presidido por Felipe González le nombró gobernador civil de Barcelona el 16 de diciembre de 1982, y tomó posesión de su cargo el 17 de diciembre, en un acto en que se despidió su antecesor Federico Gallo Lacárcel.

#### Junta de Seguridad de Cataluña
El artículo 13 del Estatuto de Autonomía de Cataluña establecía la autorización para crear una policía autonómica, y definía su ámbito de actuación. En el mismo artículo se creaba la Junta de Seguridad de Cataluña, con la misión de coordinar la actuación de la policía autonómica con las policías estatales. La Junta estaba formada por cinco miembros del gobierno de la Generalidad y cinco representantes del gobierno central, y estaba copresidida por uno de los miembros de cada representación. El responsable de copresidir la Junta por parte de la Generalidad fue siempre el conseller de gobernación. La otra copresidencia fue ejercida por Ferran Cardenal, desde que fue nombrado gobernador hasta su cese, a excepción de alguna reunión extraordinaria.
El año 1986 se aprobó la ley de Fuerzas y Cuerpos de Seguridad del Estado (Ley Orgánica 2/1986), que definía las funciones de las policías estatales, autonómicas y locales. A pesar de que el grupo parlamentario de CIU dio soporte a la aprobación de la ley, en la Junta de Seguridad se vio que la Generalidad no aceptaba el marco establecido para la policía autonómica, en particular por lo que hacía referencia a la actuación como policía judicial. La parte estatal de la Junta reclamaba que las actuaciones de la Generalidad se desarrollasen de acuerdo a las normativas. Esto causó un conflicto que produjo el bloqueo de la Junta. Teniendo en cuenta, además, que el importante tema de la financiación de la policía autonómica estaba fuera de las competencias de la Junta, hizo que la Generalidad optara por el camino de la negociación con el Gobierno de la Nación, principalmente a través de la comisión Estado-Generalidad, que por parte Catalana estaba presidida por Miquel Roca. Como resultado de las negociaciones se llegó a un acuerdo para la financiación de la policía autonómica que estableció transferir las partidas económicas que resultaran del traspaso de funciones entre los cuerpos de policía estatal y policía autonómica, y se acordó que la contabilidad sería llevada por la Junta de Seguridad, que reforzó su Comisión Técnica con esta finalidad.

### Consejo de Seguridad Urbana de Barcelona
En el año 1983 en Barcelona había un sentimiento de inseguridad por parte de la población. El Ayuntamiento de la ciudad y el Gobierno Civil consideraron que se trataba de un problema que requería un análisis, a fin de implementar políticas y acciones coordinadas encaminadas a la mejora de la situación. Con este objetivo nombraron a un comisionado, el exalcalde de la ciudad José María Socías Humbert, con el encargo de formar una comisión, que trabajó durante 14 meses, con 11 grupos de trabajo. Como resultado de su labor hizo unas recomendaciones centradas en cuatro preceptos: prevención, represión, solidaridad, participación comunitaria. Recomendó la creación de consejos de seguridad a nivel estatal, catalán y ciudadano.
El Consejo de Seguridad de la ciudad de Barcelona se constituyó el 25 de junio de 1984, presidido por el gobernador Ferran Cardenal, y el alcalde Pasqual Maragall como vicepresidente. Incluía representantes del ayuntamiento, guardia urbana, policía nacional, Generalidad de Cataluña, Diputación de Barcelona, comercio, empresarios, sindicatos, organizaciones ciudadanas, administración de justicia, y medios de comunicación.
Durante su funcionamiento, el Consejo identificó los problemas más relevantes que incidían en la seguridad: el consumo de droga, la delincuencia de menores, el paro, el colectivo de extranjeros, etc. También hizo un análisis de los delitos según su tipología: robos en domicilios, en vehículos, en la vía pública, establecimientos comerciales, joyerías, establecimientos bancarios, etc. Esto se tradujo en medidas preventivas dirigidas a cada una de las causas y sectores. Se hizo un seguimiento del número de delitos denunciados, y encuestas para medir el estado de opinión de los habitantes de Barcelona, según los diferentes distritos municipales.
Las medidas más efectivas fueron la coordinación de la policía municipal con la nacional, la implementación de juicios rápidos o procedimientos de alta velocidad (PAVE) para los casos de delincuentes sorprendidos infraganti, la creación de fiscales de distrito, la lucha contra la droga. Algunas asociaciones de vecinos, no obstante, consideraron que no se hacía uso de medidas para la mejora de las condiciones socioeconómicas, y se retiraron de la comisión a principios de 1985.
Durante los casi 10 años de funcionamiento del Consejo se produjeron reducciones en el número de delitos registrados. El año 1987 fue una excepción, con un incremento global del 4,5%. Algún año fue particularmente bueno, como el 1988 en que se produjo una reducción de un 40% en los robos en la vía pública. El año olímpico tuvo lógicamente unos buenos resultados, gracias al incremento de las fuerzas de seguridad presentes en la ciudad. Paralelamente, la preocupación de los ciudadanos por la seguridad también disminuyó, así en la encuesta que Sofemasa realizó en el año 1990 por encargo del Instituto de Estudios Metropolitanos, la preocupación por los robos y agresiones figuraba en el cuarto lugar, detrás de las drogas, la contaminación y el coste de la vida.

#### Seguridad de los Juegos Olímpicos
La seguridad de los Juegos Olímpicos de Barcelona fue una responsabilidad del gobierno central, que creó la Comisión Superior de Seguridad Olímpica presidida por el Secretario de Seguridad Rafael Vera en el año 1978. Al año siguiente se creó la Comisión de Planificación de Seguridad Olímpica, presidida por Ferran Cardenal. La responsabilidad de esta comisión fue la de planificar y ejecutar los planes de seguridad olímpica, según el modelo de los Juegos Olímpicos de Invierno de Calgary, en que el mismo organismo planificador fue ejecutor. Así Cardenal pasó a ser el máximo responsable de la seguridad de los Juegos. A la conclusión del evento, la prensa valoró positivamente el éxito de la seguridad.

#### Primera comisaría española para mujeres mal tratadas
La primera comisaría del estado creada específicamente para atender denuncias de mujeres, principalmente por malos tratos de género, se abrió en Barcelona el primero de marzo de 1988, a instancia del gobernador civil. Las agentes de policía de la comisaría eran también mujeres, y estaba ubicada en la calle Roger de Lluria.

#### Investigación relacionada con los fondos reservados
Los fondos reservados era unas partidas presupuestarias adscritas al Ministerio del Interior del Gobierno destinadas, entre otra finalidades, a la lucha antiterrorista y del narcotráfico, que por motivos de seguridad eran opacas, es decir que no estaba documentalmente registrado el detalle de su uso. Durante el mandato del PSOE hubo investigaciones relacionadas con el posible uso de fondos reservados para el pago de sobresueldos de altos cargos del Ministerio del Interior. Diversas personas, como delegados de gobierno y gobernadores de ciudades importantes, fueron investigadas, entre las cuales figuró Ferran Cardenal. No obstante las investigaciones relativas a su persona resultaron negativas, y en consecuencia no fue imputado en la causa.

### Director general de la Guardia Civil
Fue nombrado director general de la guardia civil en diciembre de 1993, en sustitución de Luis Roldán, cargo que ocupó hasta el triunfo electoral de José María Aznar en 1996. El comisario de Federico, investigador del caso Lasa y Zabala, manifestó que Ferran Cardenal le había obstaculizado la investigación sobre el asesinato de los miembros de ETA a manos de la guardia civil en el año 1983. Contrariamente, Margarita Robles, que entre 1994 y 1996 fue Secretaria de Estado de Interior —y máxima responsable de las investigaciones—, manifestó que no era cierto que se hubieran producido obstaculizaciones.
En septiembre de 2024 fue condecorado con la Gran Cruz de la Orden del Mérito de la Guardia Civil.